# Le Monteil (Górna Loara)
Monteil – miejscowość i gmina we Francji, w regionie Owernia-Rodan-Alpy, w departamencie Górna Loara.
Według danych na rok 1990 gminę zamieszkiwało 535 osób, a gęstość zaludnienia wynosiła 241 osób/km² (wśród 1310 gmin Owernii Monteil plasuje się na 390. miejscu pod względem liczby ludności, natomiast pod względem powierzchni na miejscu 1040.).